# Lasiopa martinezi
Lasiopa martinezi är en tvåvingeart som beskrevs av Mason 1997. Lasiopa martinezi ingår i släktet Lasiopa och familjen vapenflugor. Inga underarter finns listade i Catalogue of Life.